# Таганрог
Таганро́г — город в Ростовской области России. Порт на берегу Таганрогского залива Азовского моря (в 66 км от областного центра — Ростова-на-Дону). Образует городской округ город Таганрог. Является самым западным городом области. Город воинской славы.

## Этимология
Основан в 1698 году в урочище Таганрог как город Святая Троица, названный по храму, освящённому во имя Святой Троицы. В документах конца XVII — начала XVIII веков обычно Троицкий-на-Таганроге, хотя употреблялось и Таганрог-город, и просто Таганрог. Название урочища от тюркского таган — «подставка для котла, треножник», и русского рог — «мыс», то есть «мыс, на котором была подставка для огня (маяк)». С середины XVIII века за городом закрепляется название Таганрог.

## Физико-географическая характеристика

### География
Таганрог расположен на юго-западе Ростовской области, в юго-восточной части Миусского полуострова, омываемого с одной стороны Таганрогским заливом Азовского моря, а с другой — Миусским лиманом.
Старая часть города расположена на мысе Таганий Рог. Географические координаты: 47°14' северной широты и 38°54' восточной долготы. Город расположен на равнинной, волнообразной местности, возвышаясь над уровнем моря примерно до 75 м. В черте города, по одноимённым балкам, протекают две малые речки: Большая Черепаха и Малая Черепаха. Речка в Валовой балке была почти полностью спрятана в коллектор.
| С-З | Донецк ~ 165 км Днепр ~ 410 км Харьков ~ 450 км          | Луганск ~ 202 км Воронеж ~ 630 км Москва ~ 1140 км     | Волгоград ~ 540 км Самара ~ 1340 км Екатеринбург ~ 2320 км | С-В |
| З   | Мариуполь ~ 115 км Одесса ~ 850 км Кишинёв ~ 980 км      | Роза ветров                                            | Ростов-на-Дону ~ 75 км Элиста ~ 530 км Астрахань ~ 840 км  | В   |
| Ю-З | Керчь ~ 560 км Симферополь ~ 560 км Севастополь ~ 630 км | Краснодар ~ 350 км Новороссийск ~ 480 км Сочи ~ 620 км | Ставрополь ~ 420 км Тбилиси ~ 970 км Махачкала ~ 980 км    | Ю-В |

### Климат
Таганрог — южный приморский город. Климат относительно сухой, с избытком тепла и относительным недостатком влаги, смягчается морскими бризами и имеет переходный характер от мягко континентального к субтропическому климату средиземноморского типа (Cfa согласно классификации климата Кёппена). Среднегодовая температура +10,4 °C. Абсолютный максимум температуры до +41 °С в тени, абсолютный минимум до −32 °C. Температура зимой редко опускается ниже −10 °C. Снежный покров неустойчив и образуется кратковременно. Бывают сильные ветры — западные, они сопровождаются нагонной волной, приводящей к подмыванию берега и оползням, а восточные ветры могут отгонять воду от берега на несколько километров.
- Среднегодовая температура воздуха + 10,3 °C
- Относительная среднегодовая влажность воздуха — 74 %, от 61 % в августе до 87 % в декабре.
- Среднегодовая скорость ветра — 3,3 м/с, от 2,8 м/с в августе до 3,9 м/с в феврале[9] .

| Показатель              | Янв. | Фев.  | Март  | Апр. | Май  | Июнь | Июль | Авг. | Сен. | Окт.  | Нояб. | Дек.  | Год  |
| ----------------------- | ---- | ----- | ----- | ---- | ---- | ---- | ---- | ---- | ---- | ----- | ----- | ----- | ---- |
| Абсолютный максимум, °C | 10,6 | 15,6  | 23,3  | 28,4 | 35,8 | 37,4 | 40,5 | 40,5 | 35,6 | 30,5  | 22,7  | 14,5  | 40,5 |
| Средняя температура, °C | −2,7 | −2,6  | 2,3   | 10,6 | 17,0 | 21,5 | 24,0 | 23,3 | 17,4 | 10,5  | 3,4   | −1,3  | 10,3 |
| Абсолютный минимум, °C  | −32  | −29,5 | −23,7 | −7,4 | −0,9 | 4,6  | 8,8  | 7,3  | −1,3 | −10,3 | −20,9 | −26,1 | −32  |
| Норма осадков, мм       | 52   | 45    | 42    | 40   | 44   | 68   | 46   | 51   | 53   | 34    | 53    | 60    | 588  |
| Источник: .             |      |       |       |      |      |      |      |      |      |       |       |       |      |

| Показатель                          | Янв. | Фев. | Март  | Апр. | Май  | Июнь | Июль | Авг. | Сен. | Окт. | Нояб. | Дек.  | Год   |
| ----------------------------------- | ---- | ---- | ----- | ---- | ---- | ---- | ---- | ---- | ---- | ---- | ----- | ----- | ----- |
| Абсолютный максимум, °C             | 10,6 | 15,2 | 19,0  | 31,0 | 30,0 | 36,5 | 37,9 | 40,5 | 35,6 | 31,3 | 21,0  | 21,0  | 40,5  |
| Средний суточный максимум, °C       | 0,1  | 0,3  | 4,8   | 14,1 | 21,6 | 28,8 | 31,5 | 29,6 | 23,2 | 14,4 | 7,8   | 3,8   | 14,6  |
| Средняя температура, °C             | −2,6 | −2,6 | 2,8   | 11,1 | 17,6 | 24,0 | 24,6 | 23,8 | 18,1 | 11,1 | 5,3   | −0,6  | 10,4  |
| Средний суточный минимум, °C        | −5,5 | −5,8 | 2,7   | 6,5  | 13,7 | 21,4 | 22,1 | 19,4 | 14,3 | 8,0  | 3,3   | −2,1  | 7,6   |
| Абсолютный минимум, °C              | −25  | −29  | −18,4 | −5,1 | −0,6 | 8,0  | 2,0  | 7,0  | 0,0  | −5   | −13,3 | −26,1 | −29   |
| Норма осадков, мм                   | 26,7 | 33,7 | 39,1  | 40,2 | 39,1 | 37,9 | 47,0 | 32,7 | 51,2 | 25,2 | 25,1  | 46,6  | 444,5 |
| Температура воды, °C                | 0,2  | 0,2  | 1,7   | 10,0 | 18,3 | 22,7 | 24,8 | 23,5 | 18,5 | 11,4 | 4,5   | 0,9   | 11,4  |
| Источник: , Source: Rostov-meteo.ru |      |      |       |      |      |      |      |      |      |      |       |       |       |

| Показатель              | Янв. | Фев. | Март | Апр. | Май  | Июнь | Июль | Авг. | Сен. | Окт. | Нояб. | Дек. | Год  |
| ----------------------- | ---- | ---- | ---- | ---- | ---- | ---- | ---- | ---- | ---- | ---- | ----- | ---- | ---- |
| Абсолютный максимум, °C | 4,7  | 4,8  | 13,2 | 22,0 | 27,5 | 29,9 | 32,0 | 30,3 | 27,2 | 22,2 | 14,4  | 7,2  | 32,0 |
| Средняя температура, °C | 0,2  | 0,2  | 1,7  | 10,0 | 18,3 | 22,7 | 24,8 | 23,5 | 18,5 | 11,4 | 4,5   | 0,9  | 11,4 |
| Абсолютный минимум, °C  | −0,6 | −0,5 | −0,4 | 0,0  | 4,8  | 14,4 | 17,7 | 13,3 | 8,5  | 0,1  | −0,4  | −0,5 | −0,6 |

## Органы местного самоуправления
Структуру органов местного самоуправления города Таганрога составляют:
- Представительный орган муниципального образования «Город Таганрог» — Городская Дума города Таганрога (состоит из 25 депутатов, из которых избирается Председатель городской думы).  8 сентября 2024 года Председателем городской думы г. Таганрога избран Корякин Роман Валерьевич.
- Глава муниципального образования «Город Таганрог» — Глава города Таганрога. С 2 октября 2024 года должность Главы города Таганрога занимает Камбулова Светлана Анатольевна.
- Исполнительно-распорядительный орган муниципального образования «Город Таганрог» — Администрация города Таганрога (возглавляет Глава города).
- Контрольно-счетный орган муниципального образования «Город Таганрог» — Контрольно-счетная палата города Таганрога. С 31 марта 2022 года на должность Председателя Контрольно-счётной палаты г. Таганрога  назначена Субботина Ольга Васильевна.

## Население
| 1811     | 1840     | 1856     | 1863     | 1897     | 1914     | 1923     | 1926     | 1931     | 1939     | 1956     | 1959     |
| -------- | -------- | -------- | -------- | -------- | -------- | -------- | -------- | -------- | -------- | -------- | -------- |
| 7400     | ↗22 500  | ↘18 500  | ↗42 400  | ↗51 000  | ↗68 400  | ↘68 300  | ↗86 000  | ↗120 000 | ↗188 781 | ↗189 000 | ↗202 062 |
| 1962     | 1967     | 1970     | 1973     | 1975     | 1976     | 1979     | 1982     | 1985     | 1986     | 1987     | 1989     |
| ↗220 000 | ↗245 000 | ↗254 154 | ↗268 000 | ↗272 000 | →272 000 | ↗276 444 | ↗283 000 | ↗286 000 | →286 000 | ↗295 000 | ↘291 622 |
| 1990     | 1991     | 1992     | 1993     | 1994     | 1995     | 1996     | 1997     | 1998     | 1999     | 2000     | 2001     |
| ↗292 000 | ↗294 000 | ↘293 000 | ↘292 000 | ↘291 000 | →291 000 | ↘290 000 | ↗291 000 | ↘289 000 | ↘287 600 | ↘284 400 | ↘280 900 |
| 2002     | 2003     | 2004     | 2005     | 2006     | 2007     | 2008     | 2009     | 2010     | 2011     | 2012     | 2013     |
| ↗281 947 | ↘281 900 | ↘277 300 | ↘273 000 | ↘268 600 | ↘264 400 | ↘260 700 | ↘257 611 | ↗257 681 | ↘257 221 | ↘256 565 | ↘254 783 |
| 2014     | 2015     | 2016     | 2017     | 2018     | 2019     | 2020     | 2021     | 2024     | 2025     |          |          |
| ↘253 587 | ↘253 040 | ↘251 050 | ↘250 287 | ↘249 848 | ↘248 664 | ↘248 643 | ↘245 120 | ↘241 557 | ↘240 055 |          |          |

На 1 января 2025 года по численности населения город находился на 81-м месте из 1124 городов Российской Федерации.

## Памятники

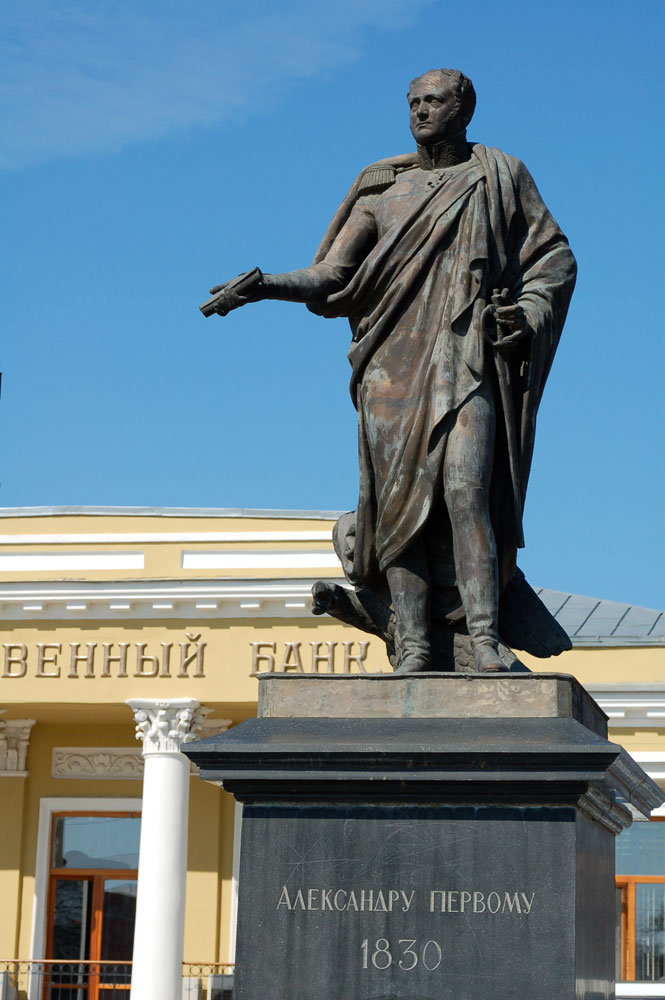
Памятник Александру I
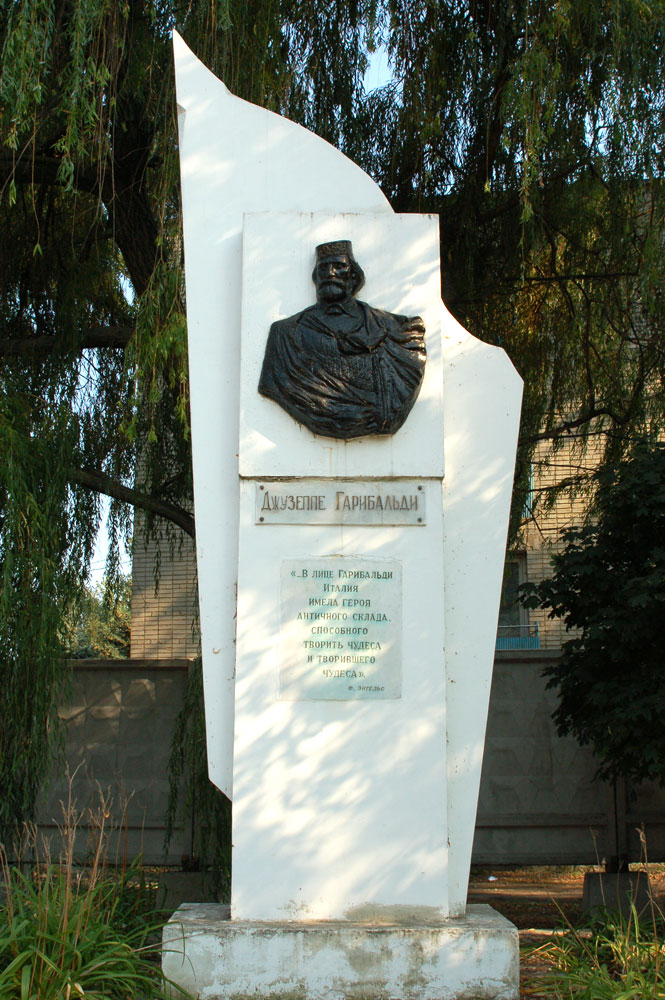
Памятник Гарибальди
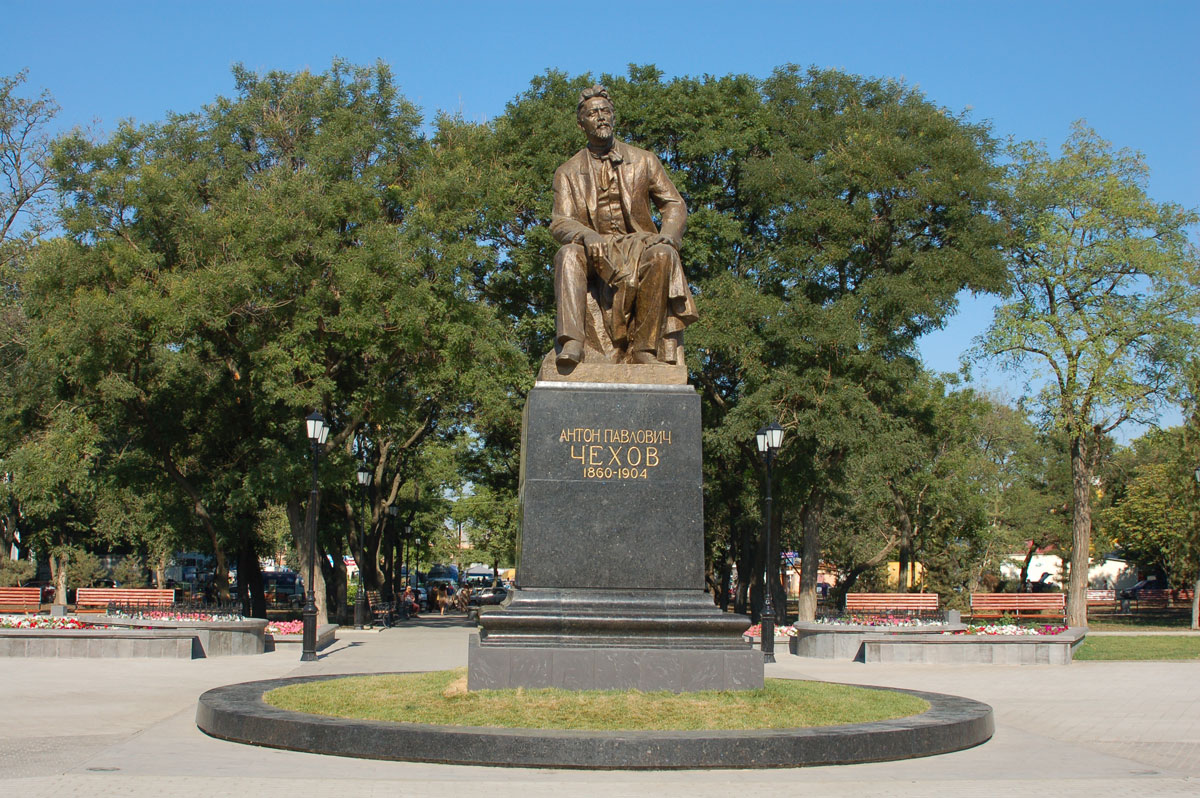
Памятник А. П. Чехову
Памятник Ф. Г. Раневской
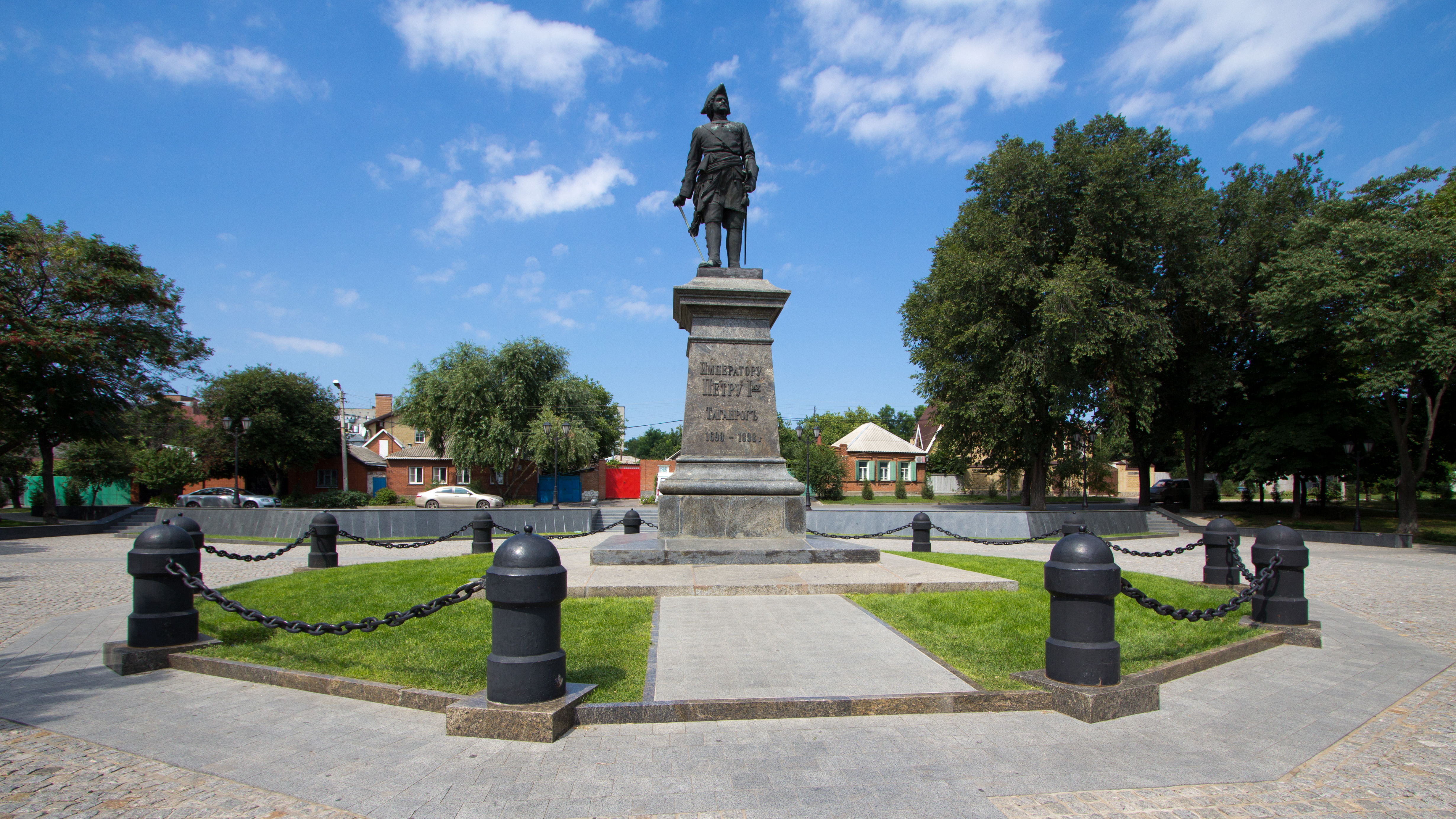
Памятник Петру I
Памятник «Артёмка»
Памятник таганрогским подпольщикам «Клятва юности»
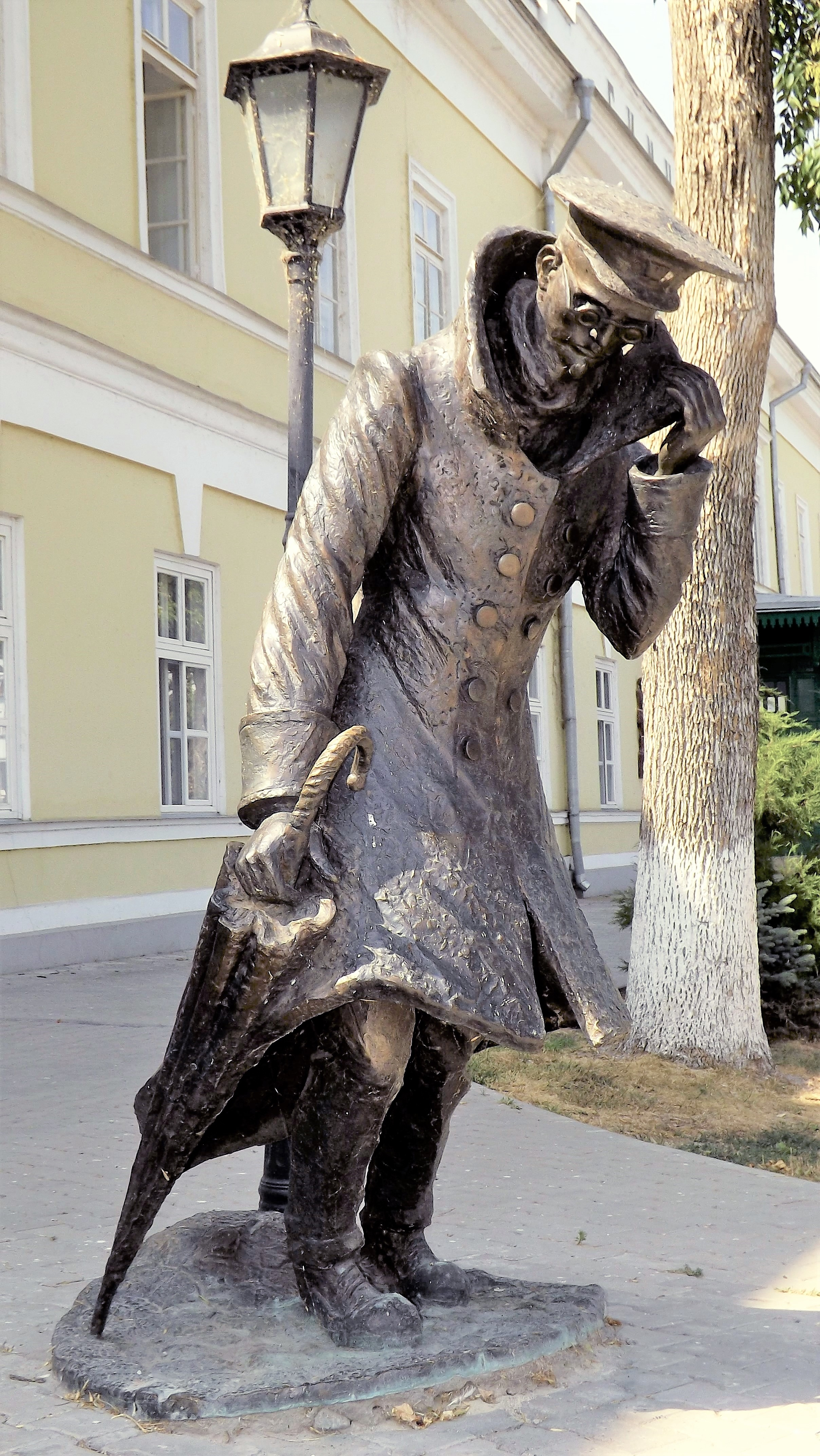
«Человек в футляре»

## Экономика
Таганрог — крупный промышленный центр Ростовской области.
Крупнейшие предприятия — Таганрогский металлургический завод (АО «ТАГМЕТ») производит сталь, стальные трубы для нефтяной и газовой промышленности, товары народного потребления; завод «Красный котельщик» производит котельное оборудование для электростанций.
Функционируют заводы электротермического оборудования и «Прибой».
На базе бывшего «Таганрогского комбайнового завода» некоторое время работал ООО «Таганрогский автомобильный завод» (ТагАЗ) (В настоящее время ТагАЗ закрыт), собиравший по лицензии седаны компакт-класса Hyundai Accent, полноразмерные бизнес-седаны Hyundai Sonata, внедорожники Hyundai Santa Fe Classic и малотоннажные грузовики Hyundai Porter. ООО «Ростовский завод грузовых автомобилей» на базе «Таганрогского комбайнового завода» с декабря 2006 года выпускал 18-местные пассажирские автобусы Hyundai County, предназначенные для внутригородских и пригородных перевозок. 14 февраля 2024 года на территории был открыт завод по производству прицепной и навесной сельскохозяйственной и коммунальной техники, входящий в состав группы компаний Ростсельмаш.
ТАНТК им. Бериева — разработка и производство самолётов-амфибий, в том числе и легендарного Бе-200. С 1998 года произведено 15 единиц.
Ликвидированные промышленные предприятия города:
Таганрогский комбайновый завод, «Прессмаш» (кузнечно-прессовое оборудование), «Виброприбор», завод торгового оборудования, судоремонтный завод, завод «Термопласт», лакокрасочный завод, кожевенный завод, обувная фабрика, швейная фабрика, рыбоперерабатывающий завод, мясокомбинат, пивоваренный завод, молокозавод, кондитерский, мукомольно-крупяной заводы, завод пчеловодного инвентаря, завод игрушек «Искра» и другие.

## Транспорт
Железнодорожный транспорт:

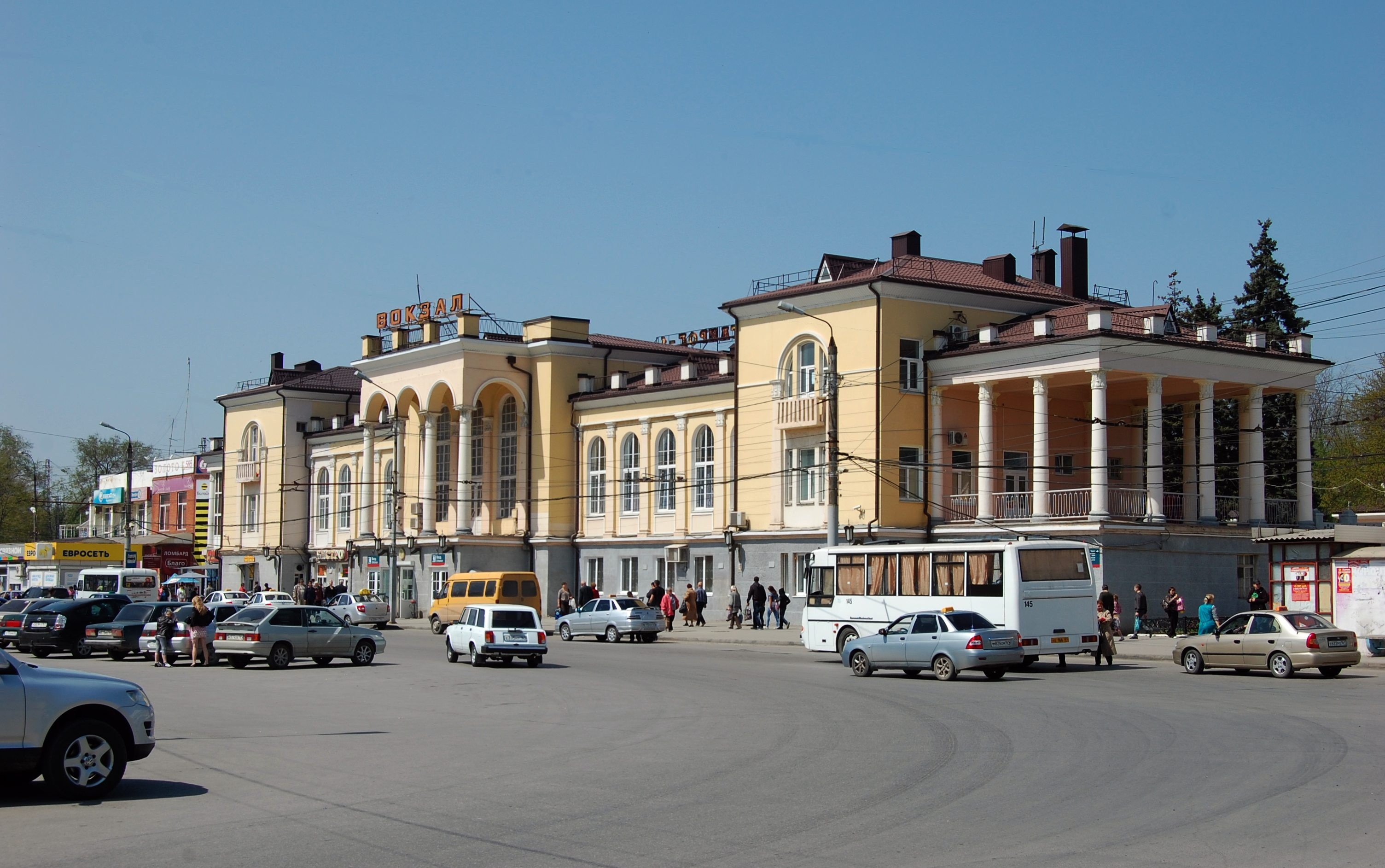
Привокзальная площадь, железнодорожный вокзал «Таганрог-1»

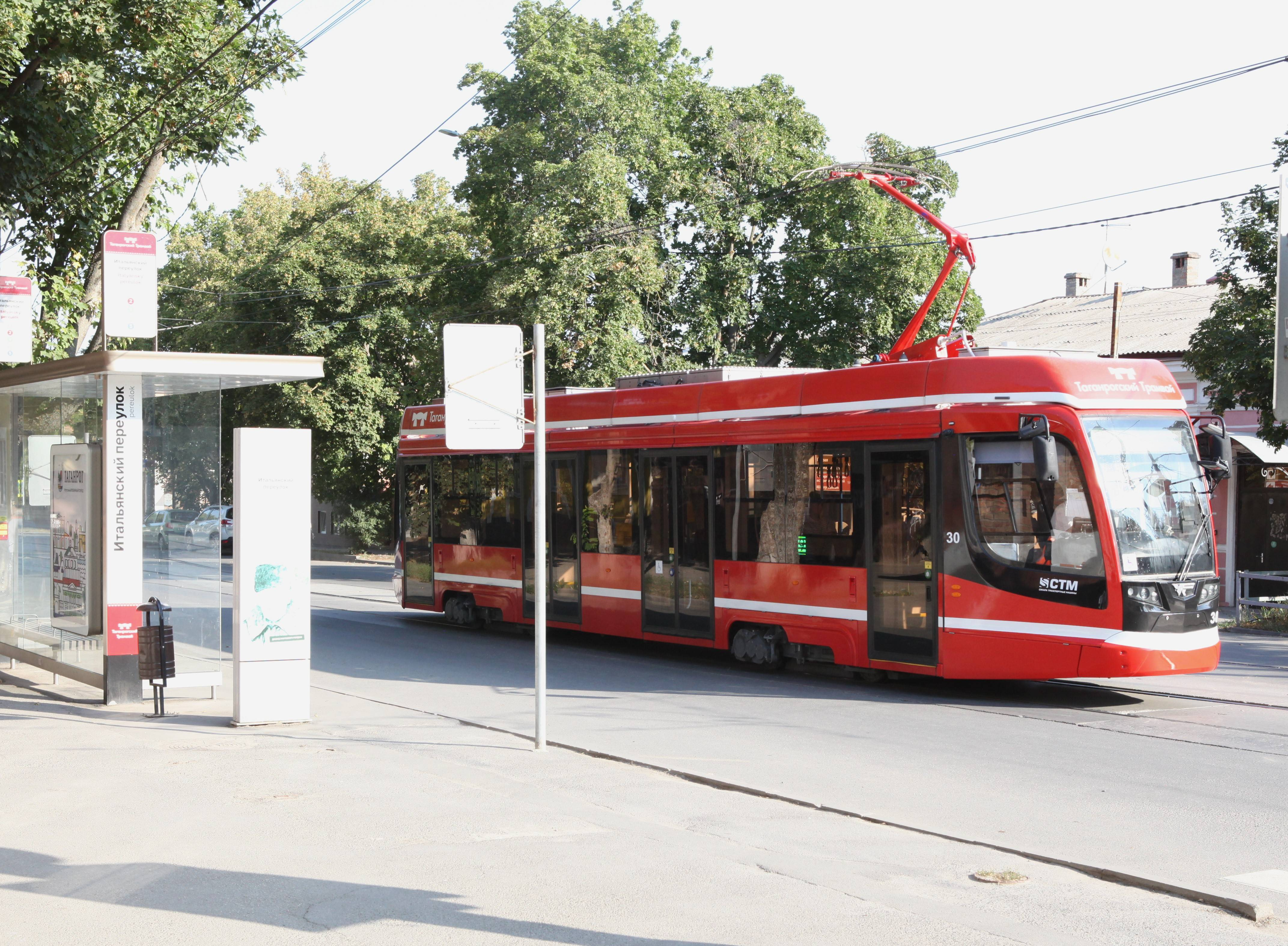
Новый трамвай на улице Фрунзе в Таганроге, август 2025 года

Железнодорожная магистраль связывает Таганрог со станциями Ростов-Главный, Матвеев Курган и другими станциями Северо-Кавказской железной дороги.
В черте города расположены станции Таганрог и Марцево. Для обеспечения пассажирских перевозок в городе имеется три железнодорожных вокзала Таганрог-II (Старый вокзал), Таганрог-I Пассажирский (Новый вокзал) и вокзал Марцево, в также функционируют три остановочных платформы — «Мебельный комбинат», «Красный котельщик» и «Михайловка».
Автомобильный транспорт:
Автомобильная дорога А-280 (Ростов-на-Дону — Таганрог — граница Ростовской области) проходит через территорию городского округа. В городе имеется остановочный пункт ПАО «Донавтовокзал», связывающий город автобусным сообщением с областным центром городом Ростовом-на-Дону и другими населёнными пунктами Ростовской области и других субъектов России. Имеются остановочные пункты междугородных и пригородных автобусов малой вместимости возле ж.д. вокзалов Таганрог-1 и Таганрог-2.
Водный (морской) транспорт:

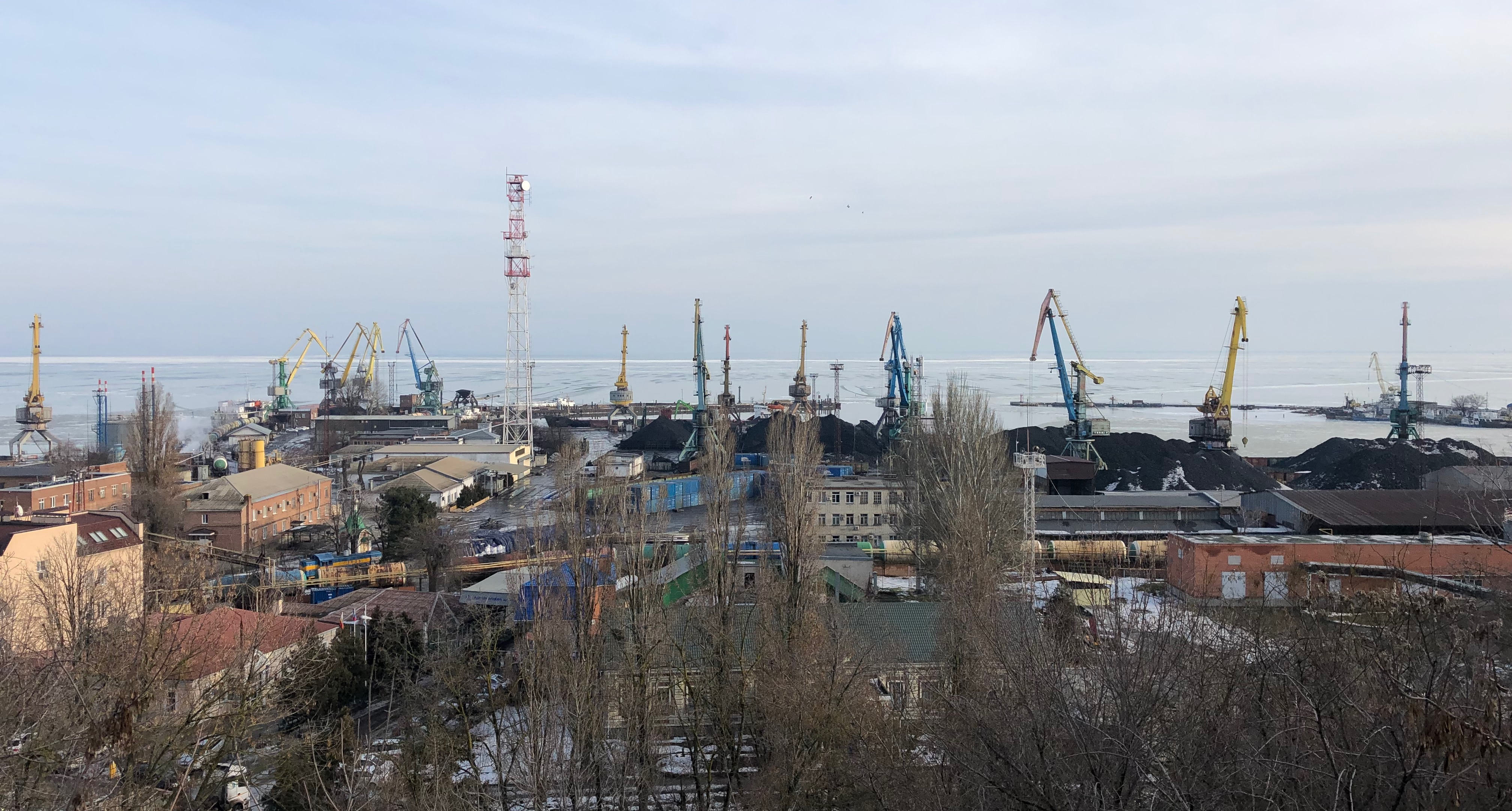
Таганрогский порт

Таганрогский морской торговый порт обеспечивает перевалку металла и угля, зерна, нефтепродуктов. В городе имеется Яхт-клуб, лодочные станции, пристани. Частные катера и яхты осуществляют прогулки по Таганрогскому заливу. В советский период был построен пассажирский морской вокзал для пассажирских и прогулочных морских судов. В настоящее время морской вокзал не работает, а его территория принадлежит акционерному обществу «Таганрогский морской торговый порт». На месте пассажирских причалов расположены причалы № 7 и № 8 Таганрогского порта.
Воздушный транспорт:
На территории города имеется аэропорт регионального значения Таганрог-Южный (пассажирские рейсы не осуществляются).
Городской общественный транспорт:
Общественный транспорт города представлен трамваями, электробусами, автобусами большой, средней и малой вместимостью.

## Статус Таганрога
- с 1698 года по 1712 год — Троицкая крепость на берегу Азовского моря. Находилась в ведении Азовской губернской администрации.
- в 1712 году крепость была разрушена.
- до 1739 года территория Таганрога находилась под властью Турции.
- с 1769 года Таганрог возвращён Российской Империи и восстановлен. Учреждено комендантство.
- с 1784 года Таганрог в ведении Новороссийского (Екатеринославского) наместничества, затем Екатеринославской губернии.
- с 8 октября 1802 года по 19 мая 1887 года Таганрог входил в состав учреждённого Таганрогского градоначальства Екатеринославской губернии Российской империи[54].
- с 19 мая 1887 года по 1918 год Таганрогское градоначальство вместе с городом Таганрогом входили в состав Области Войска Донского. Таганрогское градоначальство было упразднено.
- с мая 1918 — по декабрь 1918 года Таганрог находился в зоне оккупации германскими войсками в период Первой мировой войны.
- в 1919 году Таганрог находился на территории, контролируемой ВСЮР.
- с января по март 1920 года в составе РСФСР.
- с 23 марта 1920 года по 7 марта 1923 года город Таганрог являлся центром Таганрогского уезда Донецкой губернии Украинской ССР[55]
- с 7 марта 1923 года по 1 октября 1924 года город Таганрог являлся центром Таганрогского округа Донецкой губернии Украинской ССР.
- с 1 октября 1924 года город Таганрог передан из Донецкой губернии Украинской ССР в состав Юго-Восточной области, позже переименованной в Северо-Кавказский край РСФСР[56][57].
- с 1 октября 1924 года по 4 марта 1929 года Таганрог являлся городом окружного подчинения и одновременно центром Таганрогского округа Северо-Кавказского края РСФСР[58].
- с 4 марта 1929 года по август 1930 года город Таганрог являлся центром Донского округа Северо-Кавказского края, городом окружного подчинения.
- с августа 1930 года город Таганрог после ликвидации окружной системы административно-территориального деления, стал самостоятельной административно-хозяйственной единицей непосредственно подчинённой Северо-Кавказскому крайисполкому (до 10 января 1934 года). Одновременно в период с 2 августа 1926 года по 15 ноября 1933 года являлся также районным центром Николаевского района (переименованного в Таганрогский район 4 марта 1929 года)[59].
- с 10 января 1934 года по 13 сентября 1937 года город Таганрог являлся самостоятельной административно-хозяйственной единицей непосредственно подчинённой Азово-Черноморскому крайисполкому, то есть городом краевого значения[60].
- с 13 сентября 1937 года по апрель 1962 года Таганрог являлся городом областного подчинения Ростовской области.
- с 26 октября 1938 года город областного подчинения Таганрог был разделён на 3 городских района: Ленинский, Сталинский и Орджоникидзевский[61].
- с 8 октября 1938 года по апрель 1962 года был районным центром Таганрогского сельского района Ростовской области[59][61].
- с апреля 1962 года по январь 1965 года город Таганрог был подчинён Ростовскому областному (промышленному) исполкому.
- с января 1965 года по февраль 1989 года Таганрог являлся городом областного подчинения, имел три городских района 1. Ленинский, 2. Октябрьский (до 1961 года назывался Сталинский). 3. Орджоникидзевский[62].
- в феврале 1989 года городские районы города Таганрога были упразднены[63]. Таганрог сохранил статус города областного подчинения до марта 1994 года.
- с марта 1994 года по март 2005 года Таганрог — город областного значения Ростовской области со статусом муниципального образования «Город Таганрог».
- с марта 2005 года в ходе реформы местного самоуправления муниципальное образование «Город Таганрог» получило статус городского округа с прежним наименованием.
- 3 ноября 2011 года Указом Президента Российской Федерации Таганрогу присвоено почётное звание Российской Федерации «Город воинской славы».

## Планировка города
В соответствии с принятым генеральным планом муниципального образования «Город Таганрог», утверждённый Решением Городской Думы города Таганрога от 25.12.2008 № 753 территория города Таганрога имеет пять архитектурно-планировочных комплексных жилых районов:
- Центральный район (исторический) Расположен от порта до пер. Смирновского. В нём расположена основная часть памятников истории, культуры и архитектуры со строгим режимом охраны и реставрации. В нём выделена территория с регулированной застройкой с сохранением планировочной сетки — от ул. Чехова, пер. Гоголевского и на юго-запад до берега.
- Северный район Расположен северней железной дороги со ст. Таганрог-I.
- Западный район занимает территорию между улицей Чучева, от ул. Транспортной и вдоль Мариупольского шоссе и военным аэродромом.
- Восточный район находится восточнее существующих жилых построек с территорией 1800 га, в том числе 250 га намывной территории.
- Северо-западный район (резервный) Находится за объездной дорогой восточнее шоссе Таганрог-Покровское.

## Современные названия отдельных районов
- Городок Комбайностроителей
- Городок Красного ГидроПресса
- Стахановский городок
- Жилой массив Дубки
- Военный городок
- Новотрубный городок (район Нового вокзала)
- Русское поле
- Район Простоквашино

## Исторические предместья Таганрога
Старый город начинался от нынешнего переулка Гарибальди и практически до Кладбищенского (Смирновского) переулка. Вокзал (старый), построенный в 1869 году, долгое время находился за чертой города.
Богудония - район, расположенный в непосредственной близости от таганрогского порта, где проживали рыбаки и были в большом количестве разные мастерские по ремонту баркасов, сетевязальни, коптильни, ледники и пр. Здесь хозяйничали прасолы. Они наживали бешеные деньги и были фактическими хозяевами этого района. Именем одного из прасолов – рыбопромышленников «милионщика» Богудона (Бугудона) и был назван этот район. Есть другая версия - это название одного из местных ветров, но в названии все равно присутствует имя этого теперь уже легендарного английского купца.
Касперовка - обширный район городской земли, принадлежавшей коменданту крепости генерал-лейтенанту Ивану Петровичу Каспарову. Этот район частями сдавался под огороды, а позже здесь были построены первый и второй кожевенные заводы купца Серебрякова. Ныне это густо застроенный район Таганрога и тянется от центрального парка культуры и отдыха до городка металлургов.
Камбициевка - после подведения к городу железной дороги в 1869 году начинает быстро застраиваться привокзальная территория. Это прежде был район частных владений купцов Камбициевых. Богатые хлеботорговцы, нажившие свои капиталы на хлебных спекуляциях и на нажитые таким образом деньги, скупившие ближние пригородные пустующие земли, которые и получили название по фамилии владельцев.
Скараманговка - ныне район металлургического завода. Эти земли прежде принадлежали богатому греку-негоцианту Скараманге. Эта городские выгонные земли скупил барон Франк (один из таганрогских градоначальников). Он построил себе там дачу и разбил фруктовый сад и далее виноградник (очень редкое тогда явление). Этот район и назывался долгое время Франковкой. Другие этот же район называли Бароновкой. Здесь в середине прошлого века купил себе поместье известный русский писатель и общественный деятель Нестор Кукольник, переехавший на жительство из Петербурга в Таганрог. Здесь он прожил последние годы и умер и был похоронен в своем имении. 
Шиловка - это предместье Таганрога было самое маленькое, по размерам, как крепость Петровская и только жители окрестных улиц иногда и сейчас называют свой край (чисто таганрогское выражение, в Новгороде к примеру говорят концы, а все это по - современному именуют микрорайон) Шиловкой. Название от фамилии богатого мясопромышленника Шилова, имевшего в этом районе самые крупные в округе скотобойни. Теперь на этом месте расположена детская многопрофильная больница. В те времена рядом со скотобойнями селились рабочие скотобоен, а также горожане, жившие от огородов, извоза и рабочие черепичных и кирпичных заводов. Шилов был известен в городе тем, что пожертвовал деньги на строительство храма Петра и Павла на Мясницкой площади и еще 30 тысяч рублей на сооружение больницы. Эта больница была построена на месте бывшей Артиллерийской рощи (ныне городская больница № 1).
Петербург - такое довольно странное название носил в Таганроге район между нынешними улицами Чехова и Александровской от Кладбищенского переулка. Дело в том, что в 1890 году городские власти, предприняли второе по счету выселение босяков из землянок в районе бывшей крепости. Им отвели здесь пустующие земли и здесь в трущобах жили самые бедные и убогие таганрожцы. Правда и отсюда они пытались вновь вернуться в родные места в Крепость, но после страшного холерного 1892 года, их снова в 1894 году выселили, и последние жители земляного городка теперь осваивали новый район на продолжении улиц Елизаветинской (ныне Р. Люксембург) и Митрофановской (ныне К. Либкнехта).
Акимовка - это небольшой район на продолжении улицы Гимназической после Кладбищенского переулка. Назван по фамилии владельца участка.
Адмиралтейская слободка - так называли долгое время небольшой район по правую сторону от Никольского спуска (район рыбзавода). Слева от этого спуска на горке было сооружено когда-то здание Адмиралтейства, Здесь проживали матросские жены, рыбаки, рабочие судоремонтного завода.
Суграф - ныне это название практически забыто. Это небольшая территория по правую сторону от Банного (ныне Дуровского) спуска. В начале 19 века эти земли принадлежали богатому греку Суграфу. Он устроил здесь первые в городе кирпичные и черепичные заводики, позже по приказу градоначальника барона Кампенгаузена перенесенные за Кладбищенский переулок.
В начале 20 века возникают новые районы и новые названия. Так появилась Новоселовка. Здесь строили свои саманные глинобитные домики рабочие и строители Русско-Балтийского (комбайнового) и авиационного заводов. Новостроенка - это северная часть Новоселовки (Новые строения), Нахаловка - это территория от Татарского (мусульманского), ныне снесенного, кладбища до железной дороги (Транспортной улицы), Назвали этот район так потому, что это был самострой, люди просто отгораживали себе участок земли, строили там свои хибары. 
Собачеевка - это большой район ныне «расчерченный» тридцатью переулками по продолжению улиц, от Александровской до Водопроводной. По основной версии название района возникло от большого количества собак. Собачеевка расстраивалась вплоть до территории 5-й горбольницы.
25 июня 1924 года На пленуме Таганрогского горсовета было принято решение о переименовании прежних районов (местечек) города. Именно тогда Касперовка официально стала Заводским городком, а Камбициевка - Октябрьским городком, Скараманговка стала Рабочей Слободкой, Собачеевка еще с 1923 года превратилась в Красный городок. Когда к 7 ноября 1927 года было завершено строительство рабочего городка авиационного завода ГАЗ №10 «Лебедь», его назвали Городок X лет Октября (ныне это двухэтажные дома в треугольнике улиц Свободы, Инструментальной и Красногвардейскому переулка). Купеческая биржа была названа Приморской Слободкой, а Адмиралтейская слободка стала Моряцкой слободкой. Но, все эти красивые названия так и не прижились: и люди и власти вскоре их позабыли. Кроме перечисленных в Таганроге сохраняются многие старые названия. Например, Старый базар, Новый базар, Карантин, Черный мост, Бандитская тропа и другие.

## Старый Таганрог

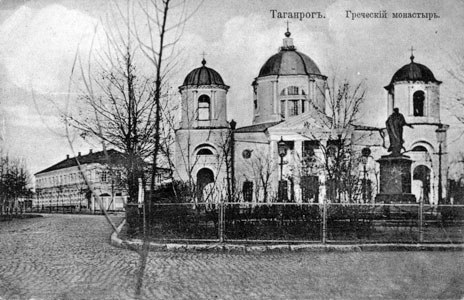
Греческий монастырь (1809—1814)
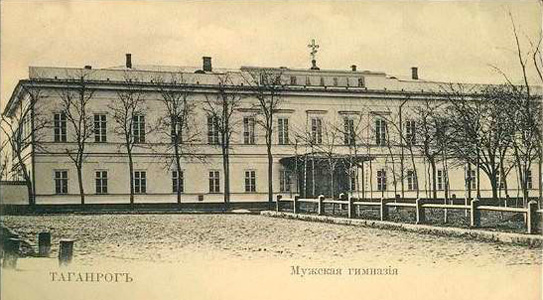
Мужская гимназия (1843)
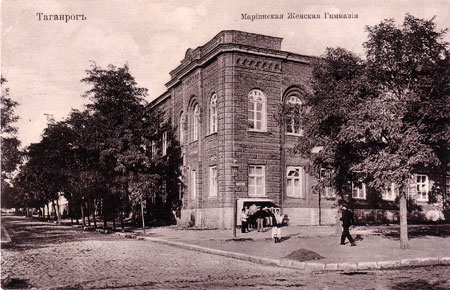
Мариинская женская гимназия (1900), Школа-гимназия № 15 (гимназия «Мариинская»)
Александровская (Банковская) площадь (1935)
Каменная лестница (Депальдовская), Пушкинская набережная
Парк им. Горького (главный вход)
Парк им. Горького
Петровская ул. (ул. Вторая-Продольная)
Ж.-д. вокзал
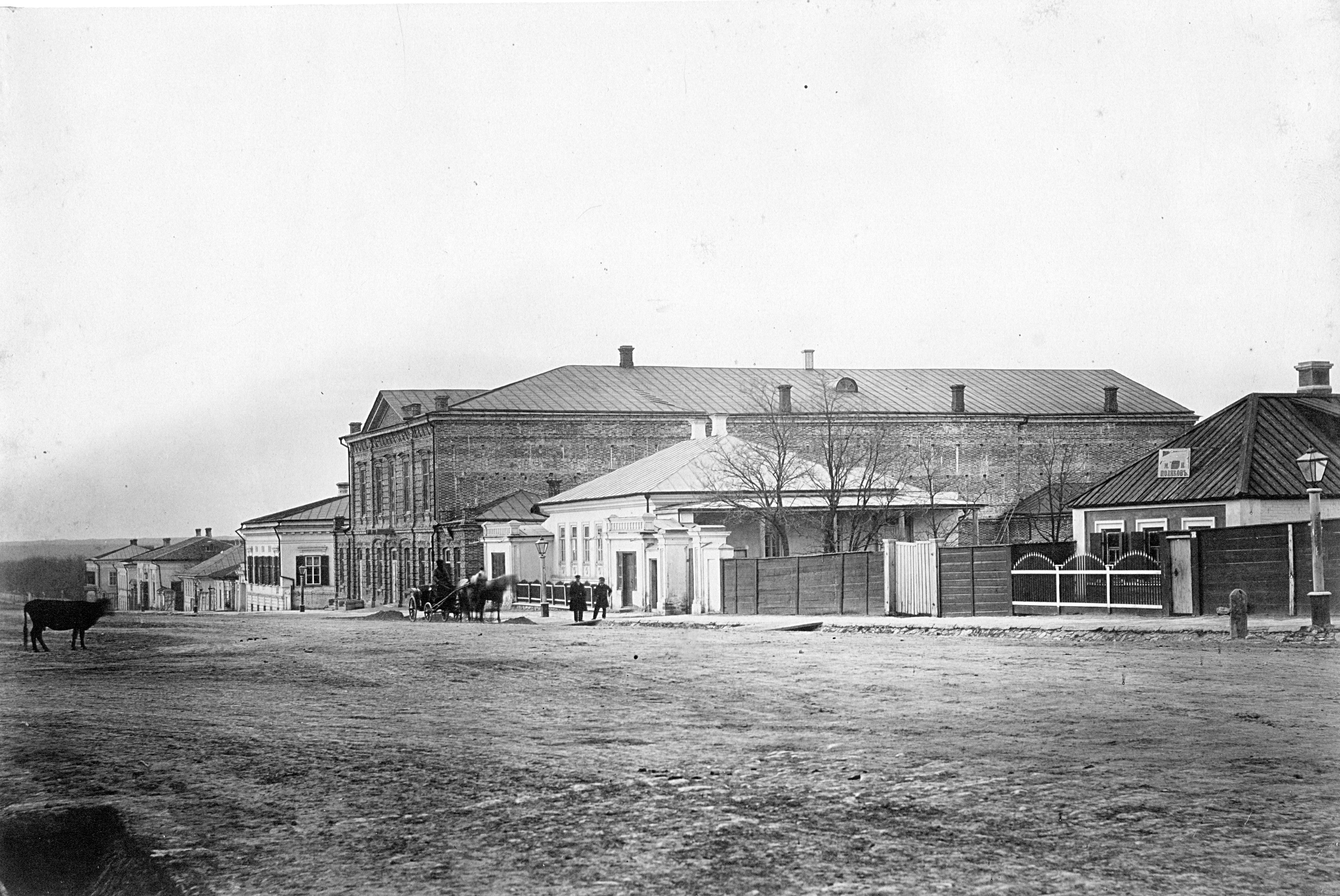
Таганрогский драматический театр (конец XIX века)
Александровские торговые ряды.

## Образование в Таганроге
Высшее образование предоставляют:

НИИ Связи

- Институт радиотехнических систем управления[65] Южного федерального университета (бывший Таганрогский радиотехнический институт)
- Таганрогский институт имени А. П. Чехова (филиал) ФГБОУ ВПО «Ростовский государственный экономический университет (РИНХ)» (бывш. Таганрогский государственный педагогический институт)
- Таганрогский институт управления и экономики (ТИУиЭ)

Среднее профессиональное, общее, дошкольное и дополнительное образование:
- 8 колледжей и техникумов, предоставляющих среднее профессиональное образование;
- 25 средних общеобразовательных школ, 4 лицея и 2 гимназии, предоставляющих среднее общее образование.
- 56 детских дошкольных учреждений различных типов развития детей и категорий[66].
- Центр внешкольной работы, Дворец детского творчества, Станция юных натуралистов, Станция юных техников,  Детская музыкальная школа им. П. И. Чайковского и другие учреждения дополнительного образования.

## Культура, достопримечательности
Музеи, галереи:

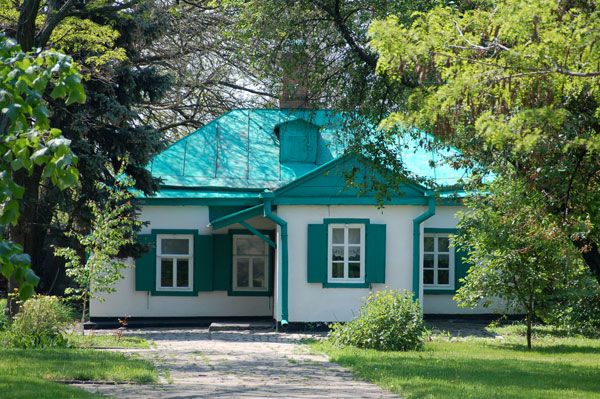
Музей «Домик А. П. Чехова»

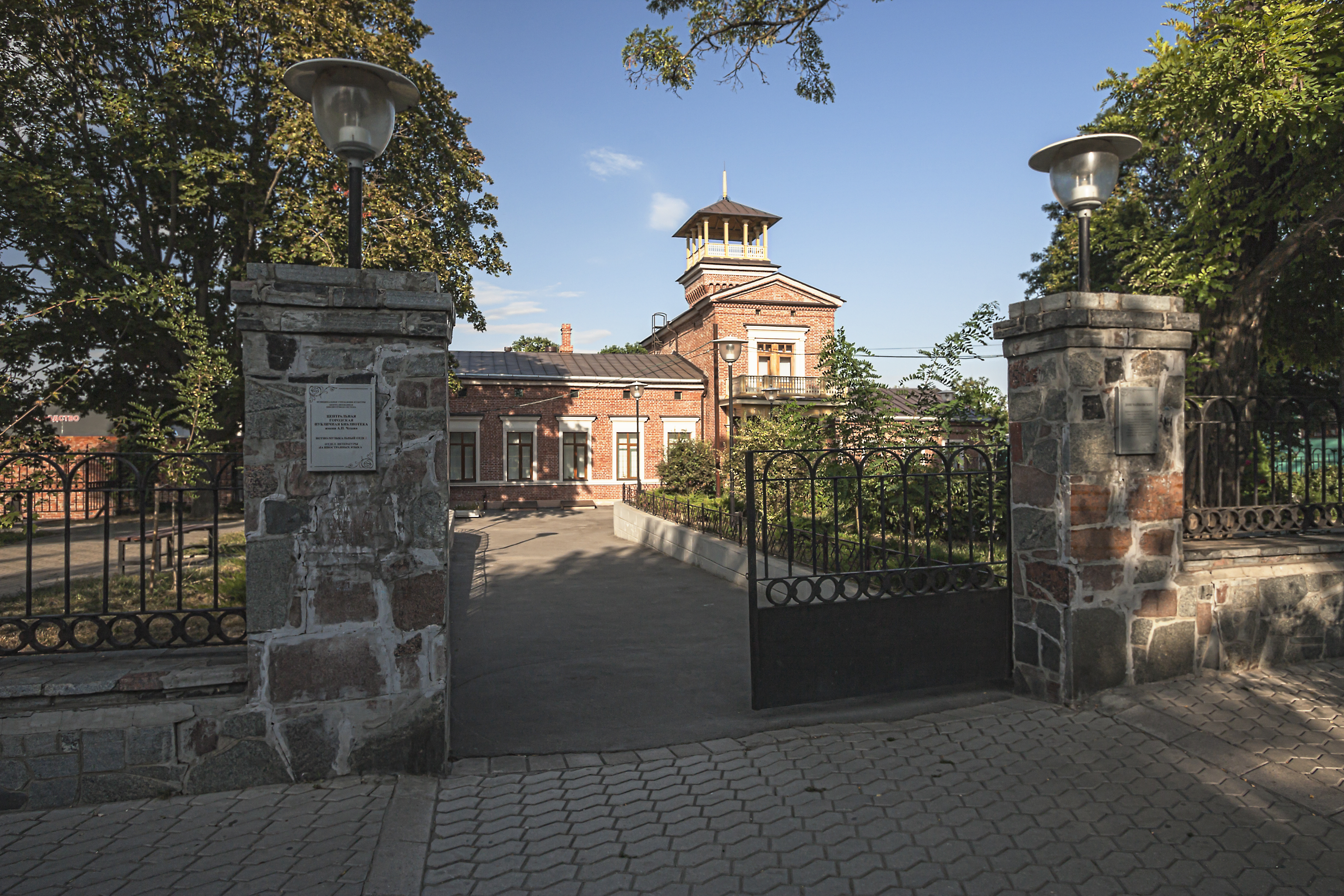
Дом И. И. Чайковского (Нотно-музыкальный отдел библиотеки им. А. П. Чехова)

- Историко-краеведческий музей — ул. Фрунзе, 41
- Музей «Градостроительство и быт г. Таганрога» (Дом Шаронова, 1912 г.) — ул. Фрунзе, 80
- Литературный музей А. П. Чехова (здание бывшей мужской классической гимназии, в которой учился А. П. Чехов) — Октябрьская ул., 9
- Музей «Домик А. П. Чехова» (Дом в котором родился и жил в 1860—1863 гг. А. П. Чехов) — ул. Чехова, 69
- Музей «Лавка Чеховых» (Дом Моисеева, в котором жил в 1869—1874 гг. А. П. Чехов) — Александровская ул., 100
- Музей «Дом П. Е. Чехова, где в 1874-79 г.г. жил А. П. Чехов» /готовится открытие/ — ул. Розы Люксембург, 77
- Музей писателя И. Д. Василенко /закрыт на реконструкцию/ — ул. Чехова, 88
- Музей А. А. Дурова — пер. А. Глушко, 44
- Музей Фаины Раневской — ул. Фрунзе, 10
- Таганрогский художественный музей (Картинная галерея) — Александровская ул., 54 и Лермонтовский пер., 22
- Таганрогский военно-исторический музей — ул. Адмирала Крюйса, 20б
- Таганрогский музей авиационной техники — ул. Циолковского, 42
- Политехнический музей ТТИ ЮФУ — ул. Чехова, 22[67]
- Галерея «Piter» — ул. Чехова, 2
- Выставочный зал ЦГПБ им. А. П. Чехова — Петровская ул.
- Келья святого Павла Таганрогского — Тургеневский пер.
- Музей ТКЗ «Красный котельщик» — ул. Ленина, 216

Театры и библиотеки:

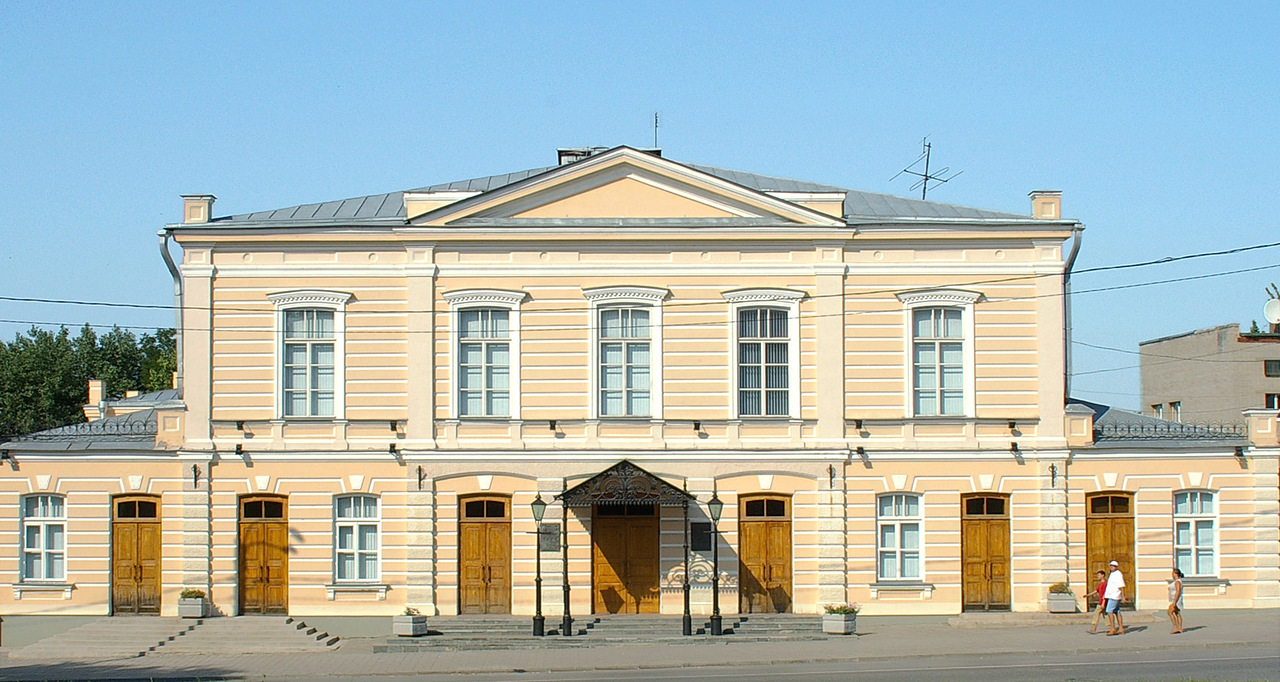
Театр имени А. П. Чехова

- Драматический театр имени Чехова — Петровская ул., 90
- Таганрогский молодёжный театр — Петровская ул., 89
- Театр «СаД» — Петровская ул., 104,
- Центральная городская публичная библиотека им. А. П. Чехова (Нотно-музыкальный отдел библиотеки находится в Доме И. Чайковского, Греческая ул., 56)
- Центральная детская библиотека имени А. М. Горького. Театр кукол «Чеширский кот» — Греческая ул.
- Государственный цирк — Красная пл.

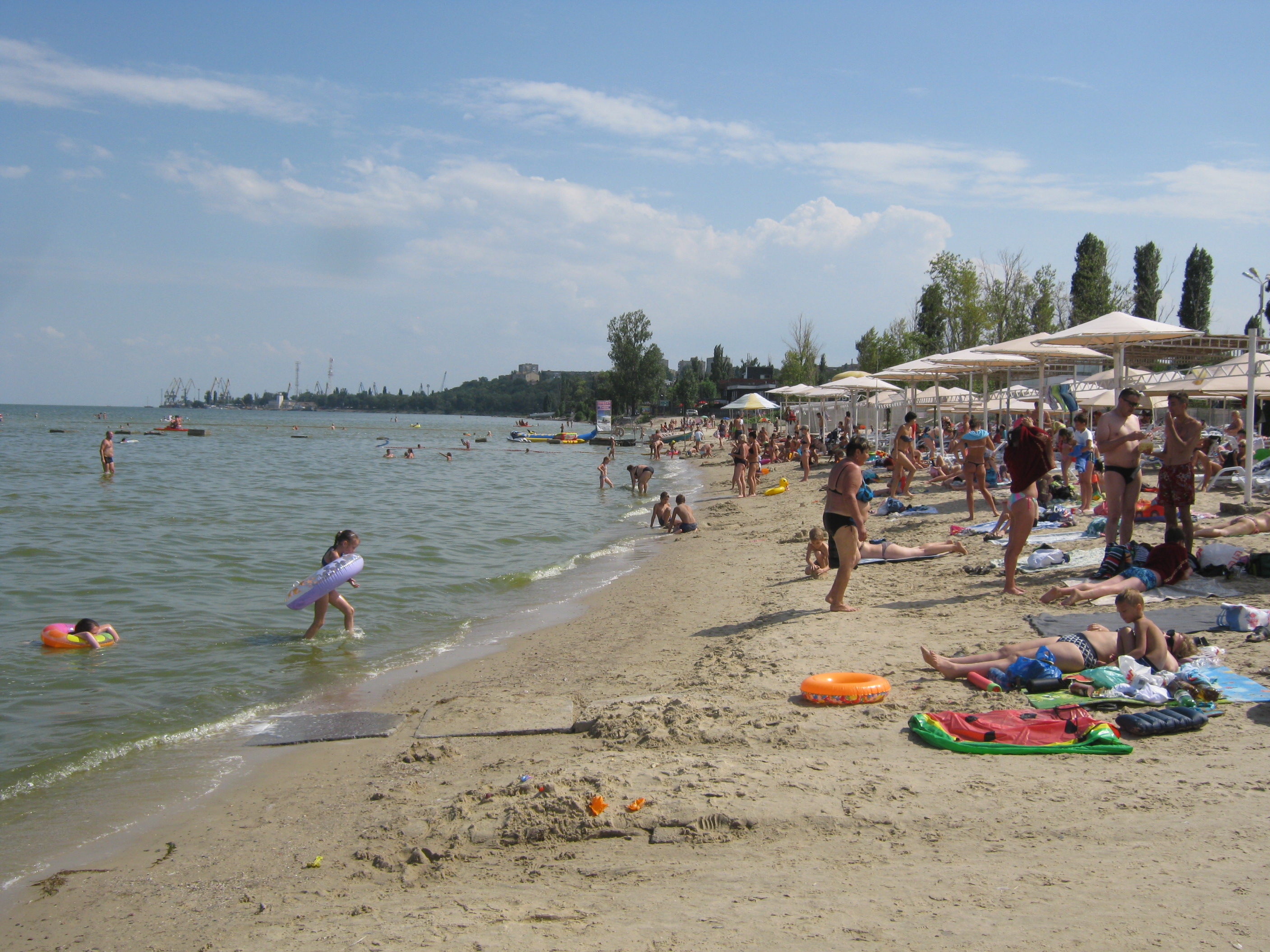
Елисеевский пляж в Таганроге

В Таганроге 6 кинотеатров, 11 пляжей и аквапарков, 4 дворца культуры и 5 дворцов спорта
Каменная лестница, парки, набережные:
Каменная лестница — одна из главных достопримечательностей Таганрога. Лестница соединяет Греческую улицу с Пушкинской набережной. Длина — 108 м, ширина — 6,5 м. Автор проекта — архитектор Франц Боффо.

Таганрог, особенно его старая часть, обильно засажен деревьями, но в последнее время деревья в угоду строительству вырубаются. В городе много парков и скверов.

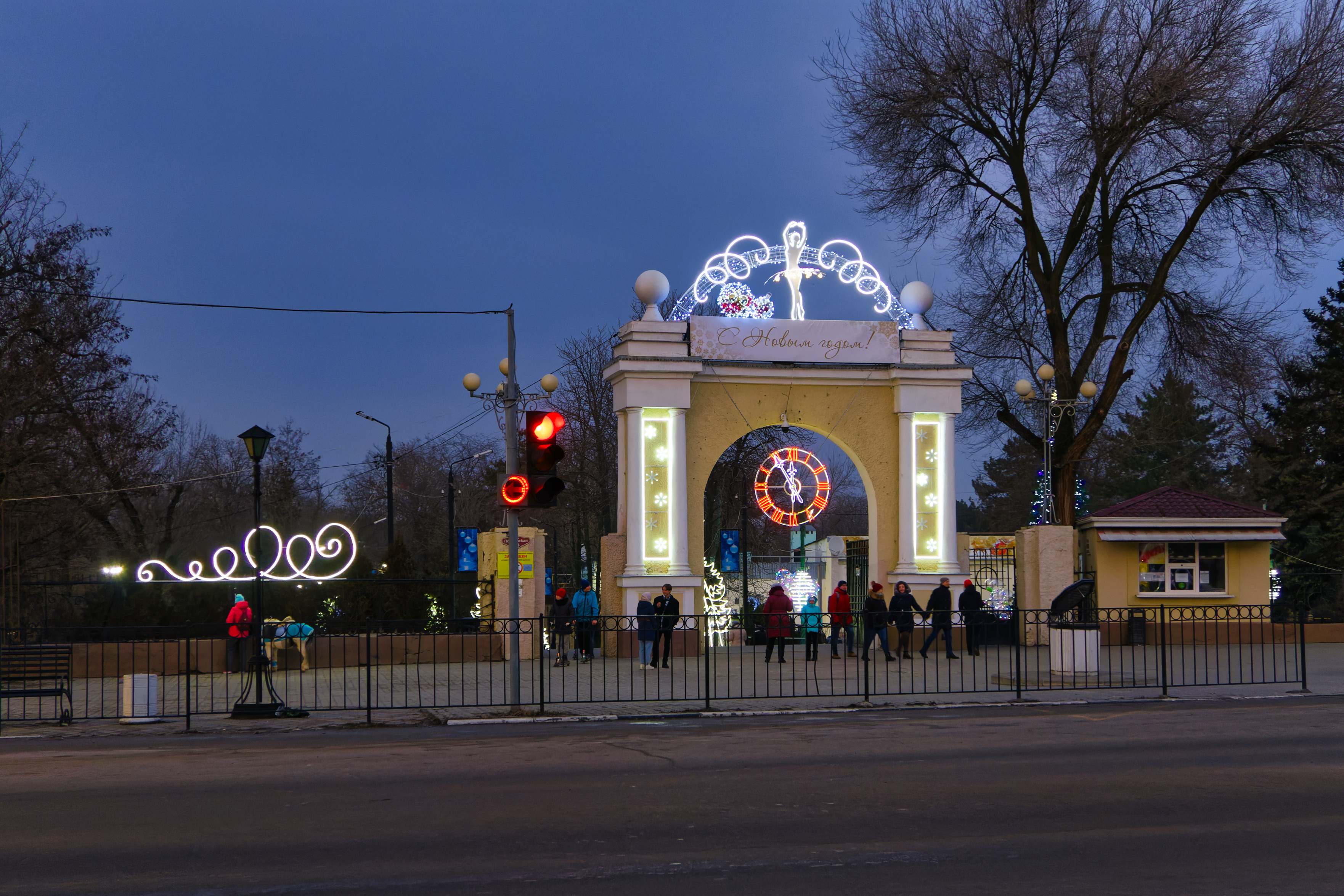
Центральный вход в парк культуры и отдыха имени Горького

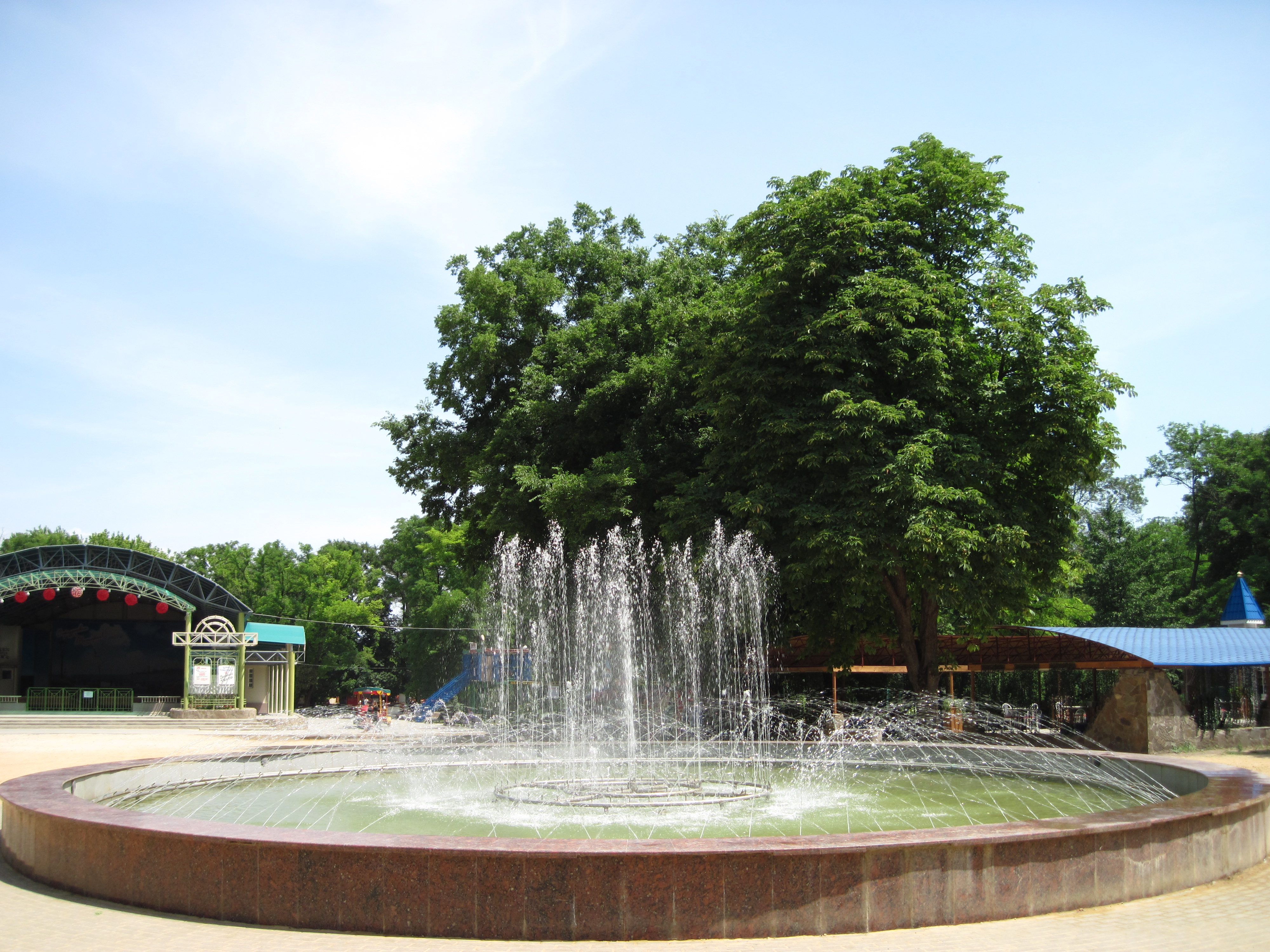
Фонтан в парке имени Горького

- Парк культуры и отдыха им. Горького
- Роща «Дубки»
- Приморский парк
- Парк им. 300-летия Таганрога
- Исторический (комсомольский) сквер у Петра I
- Сквер «У шлагбаума»
- Смирновский сквер
- Чеховский сквер
- Спартаковский сквер
- Привокзальный сквер
- Сквер БСМП
- Пушкинская набережная
- Чеховская набережная

Городские достопримечательности
- Александровские торговые ряды
- Дом Рафаиловича
- Дом Шаронова (Музей градостроительства и быта; архитектор — Ф. Шехтель)
- Дом И. Чайковского
- Дворец императора Александра Первого
- Круглый дом
- Войсковые ячейки (казармы, кухня и офицерский дом — часть бывшей Троицкой крепости)
- Каменная (Депальдовская) лестница
- Остров Черепаха (почти полностью разрушен) — искусственный остров-форт, сооружённый при Петре I
- Подземный город — сеть лабиринтов, овеяна множеством легенд и странных случаев
- Дворец Алфераки (Историко-краеведческий музей; архитектор — А. Штакеншнейдер)
- Остатки бастионов Троицкой крепости к. XVII — нач. XVIII вв.
- Памятник «Третий бастион Троицкой крепости».
- Старый вокзал
- Аптека Идельсона
- Дом М. И. Жеребцова

Храмы и некрополи:
В Таганроге имеется 8 православных храмов. Самые известные — Свято-Никольский храм, Церковь Всех Святых, Свято-Георгиевский храм. После признания святым Павла Таганрогского популярностью у жителей и паломников пользуется Келья святого Павла Таганрогского. В городе действуют так же католический храм и протестантская церковь.
В Таганроге имеется несколько кладбищ. Самое старое из сохранившихся — Старое городское кладбище, объект культурного наследия. Так же в черте города находятся Николаевское кладбище и Мариупольское кладбище.

## Средства массовой информации
Официальное печатное издание города — газета «Таганрогская правда», она издаётся с 1918 года. С разной периодичностью выпускается также ещё 6 газет. Местное телевидение, транслировавшее городские новости на 4 телеканалах, закрыто.